# Caspar Gottlieb Lindner
Caspar Gottlieb Lindner, Kaspar Gottlieb Lindner (ur. 9 stycznia 1705 w Legnicy, zm. 9 grudnia 1769 w Jeleniej Górze) – niemiecki poeta, biograf i lekarz aktywny na Dolnym Śląsku. 
Naukę rozpoczął w swoim rodzinnym mieście, a kontynuował we Wrocławiu, po czym studiował medycynę na uniwersytecie  w Jenie oraz uniwersytecie w Halle. Na tym ostatnim w 1729 na przedstawił rozprawę doktorską na tej drugiej uczelni. W roku 1732 osiedlił się w Jeleniej Górze, gdzie prowadził praktykę lekarską, został też wybrany na członka tamtejszej rady miejskiej. Oprócz działalności zawodowej pisał poezje, w tym poświęcone historii i pięknu Dolnego Śląska. Napisał także biografię Martina Opitza. W roku 1737 został wybrany na członka Leopoldiny, był też członkiem Deutsche Gesellschaft w Lipsku.

## Lista publikacji C. Lindnera
- De noxis ex remediis domesticis incongrue applicatis. Dysertacja. Halle 1729.
- Vernunffts- und Erfahrungsmäßige Betrachtungen Des rothen und weissen Friesels, Darnach dessen Benennung, Alter, Unterschied, Erkän[n]tniß, Ursachen … angegeben werden : Und zugleich … die Frage erörtert wird: Warum der Friesel zu Hirschberg im Schlesischen in so gemeinem Schwange gehe. Schweidnitz 1735 .
- Der klagende Zacken. Krahn, Hirschberg 1737.
- Das Lob des Zaken-Flusses und seines bewundernwürdigen Umzirks auf und an den Schlesischen Riesengebirgen. Krahn, Hirschberg 1738. (Digitalisat)
- Stoppens Antwort nebst der beantworteten Gegen-Antwort des frolockenden Zaken-Geistes. Hirschberg 1738.
- Der frolockende Zacken. Krahn, Hirschberg 1738.
- Herrn Johann Carl Neumann … Wiedmet diese Blätter der von dem Geiste des Zacken-Flusses bey nahe vergebens aufgeforderte Stoppe. Hirschberg 1738.
- Hiermit entschuldiget sich gegen den klagenden Zacken der unschuldig mit beschuldigte G(lafey). Hirschberg 1738.
- Hirtengedichte auf die Gnadenvolle Geburt unsers Herrn und Heylandes Jesu Christi. Hirschberg 1739.
- Poetische und Historische Beschreibung Des unglücklichen Einfalls des Thurmes und Rathhauses zu Hirschberg in Schlesien im Jahr 1739. Hirschberg & Schmiedeberg 1739.
- Poetische und Historische Beschreibung Der Tartarischen Schlacht bey Lignitz, Welche sich Im Jahr 1241. den 9. April Unter Dem Heldenmüthigen Herzoge in Schlesien Heinrich dem Frommen ereignet hat. Hirschberg 1739.
- Poetische Beschreibung des Hirschbergischen Hausberges in Schlesien. Hirschberg 1739.
- Versuch eines deutschen Gedichtes auf das seeligmachende Leyden und Sterben Jesu Christi. Hirschberg 1740.
- Umständliche Beschreibung der sieben und sechzig tägigen harten Belagerung Hirschbergs in Schlesien, Welche sich vor hundert Jahren den 5. Septemb. bis zum 10. November 1640. ereignet hat. Hirschberg 1740.
- Lobgedichte auf Martin Opitz von Boberfeld. 1740.
- Umständliche Nachricht von des … Martin Opitz von Boberfeld Leben, Tode und Schriften nebst einigen alten und neuen Lobgedichten. 2  Teile. Hirschberg 1740 f.
- Bewillkommungsgedichte an Friedrich den Andern, König in Preussen, im Namen derNymphe Hercynie. Hirschberg 1741.
- Deutsche Gedichte und Uebersetzungen, mit vielen poetischen und historischen Anmerkungen, auch alten und höchst seltenen schriftlichen Urkunden versehen.  Pietsch, Breslau & Leipzig 1743.
- Deutliche und zuverlaessige Beschreibung derjenigen Krankheit, so sich anitzo in unserm Schlesischen Gebirge, und besonders in der Stadt Schoenau, als ein schlimmes und boessartiges Fluss-Fieber ereignet, wie sich dabey der Cur und Diaet nach zu verhalten, und wie sich dafuer in acht zu nehmen sey. Hirschberg 1751.